# 船戸
船戸（ふなと）は、千葉県我孫子市の町丁。現行行政地名は船戸一丁目から船戸三丁目。郵便番号270-1158。

## 地理
北は台田、北東は本町、東は白山、南は根戸新田、西は根戸に隣接している。手賀沼からほど近いが、水害や崖崩れなどの心配はない。

## 歴史
1970年代に第一生命グループが開発した住宅地で、手賀沼を見晴らす高台をもつ閑静な住宅街。70坪から100坪ほどの敷地面積を持つ大きな住宅が建ち並ぶ。

## 世帯数と人口
2017年（平成29年）4月1日現在の世帯数と人口は以下の通りである。
| 丁目       | 世帯数    | 人口    |
| ---------- | --------- | ------- |
| 船戸一丁目 | 459世帯   | 1,123人 |
| 船戸二丁目 | 414世帯   | 967人   |
| 船戸三丁目 | 164世帯   | 426人   |
| 計         | 1,037世帯 | 2,516人 |

## 小・中学校の学区
市立小・中学校に通う場合、学区は以下の通りとなる。
| 丁目       | 番地 | 小学校                     | 中学校               |
| ---------- | ---- | -------------------------- | -------------------- |
| 船戸一丁目 | 全域 | 我孫子市立我孫子第四小学校 | 我孫子市立白山中学校 |
| 船戸二丁目 | 全域 | 我孫子市立我孫子第四小学校 | 我孫子市立白山中学校 |
| 船戸三丁目 | 全域 | 我孫子市立我孫子第四小学校 | 我孫子市立白山中学校 |

## 施設

### 一丁目
- ときわ台集会所
- 根戸新田青年館
- 船戸ときわ台公園
- 根戸船戸緑地
- 船戸の森
船戸の森では夏になるとカブト虫やクワガタ虫も捕獲できる

### 二丁目
- 舟戸集会所